# Tōviʻi
Tōviʻi est le nom du haut plateau de l'île de Nuku Hiva, dans l'archipel des Marquises, situé entre les deux lignes de crêtes concentriques qui s'enroulent autour de la baie de Taiohae et forment le relief caractéristique de l'île, vestige d'une caldeira à moitié effondrée.
L'île de Nuku Hiva est constituée de deux chaînes de montagnes semi-circulaires ;
- la première, plus basse, s'enroule autour de la baie de Taiohae et atteint son point culminant au mont Muake (864 m) ; la ligne de crête a la forme d'un demi-cercle de 5 à 6 km de diamètre ;
- la deuxième, plus élevée en sa moitié occidentale, s'enroule autour de la première et atteint son point culminant au mont Tekao (1 224 m) ; la ligne de crête a la forme d'un demi-cercle d'une vingtaine de kilomètres de diamètre et s'achève, en son extrémité orientale, au cap Tikapo, qui ferme la baie du Contrôleur.

Entre ces deux chaînes se trouvent trois zones distinctes :
- au sud-ouest, la vallée de Hakaui s'enfonce au fond de la vallée du même nom, et s'achève sur la cascade de Vaipo, haute de 350 m et plus grande chute d'eau polynésienne (hors Nouvelle-Zélande et Hawaii) ;
- au sud-est, la longue vallée de Taipivai, constituant l'essentiel de la province de Tai Pi, et débouchant sur la grande baie du Contrôleur ;
- entre les deux, le plateau de Tōviʻi, d'une altitude d'environ 800 m.

La province de Te Iʻi est donc essentiellement constituée du plateau de Tōviʻi et des côtes bordant le plateau, alors que la province voisine de Tai Pi, à l'inverse, est essentiellement constituée des vallées des rivières débouchant dans le baie du Contrôleur.
La végétation du Tōviʻi est essentiellement constituée d'herbes hautes.
- (en) Cet article est partiellement ou en totalité issu de l’article de Wikipédia en anglais intitulé « Tovi'i » (voir la liste des auteurs).